# Lekkoatletyka na Letnich Igrzyskach Olimpijskich 1972 – bieg na 3000 m z przeszkodami mężczyzn
Bieg na 3000 metrów z przeszkodami mężczyzn podczas XX Letnich Igrzysk Olimpijskich w Monachium rozegrano 1 (eliminacje) i 4 września 1972 (finał) na Stadionie Olimpijskim. Zwycięzcą został reprezentant Kenii Kipchoge Keino, który na w finale ustanowił rekord olimpijski uzyskując czas 8:23,64.

## Rekordy

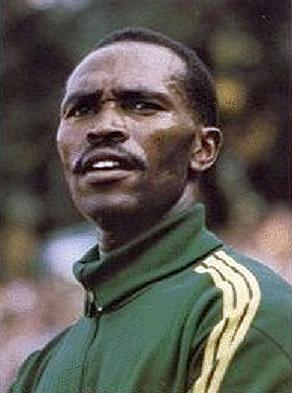
Kipchoge Keino

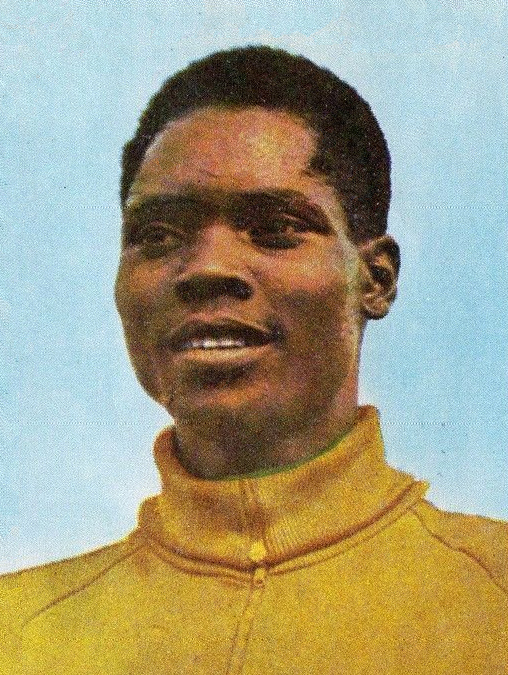
Ben Jipcho

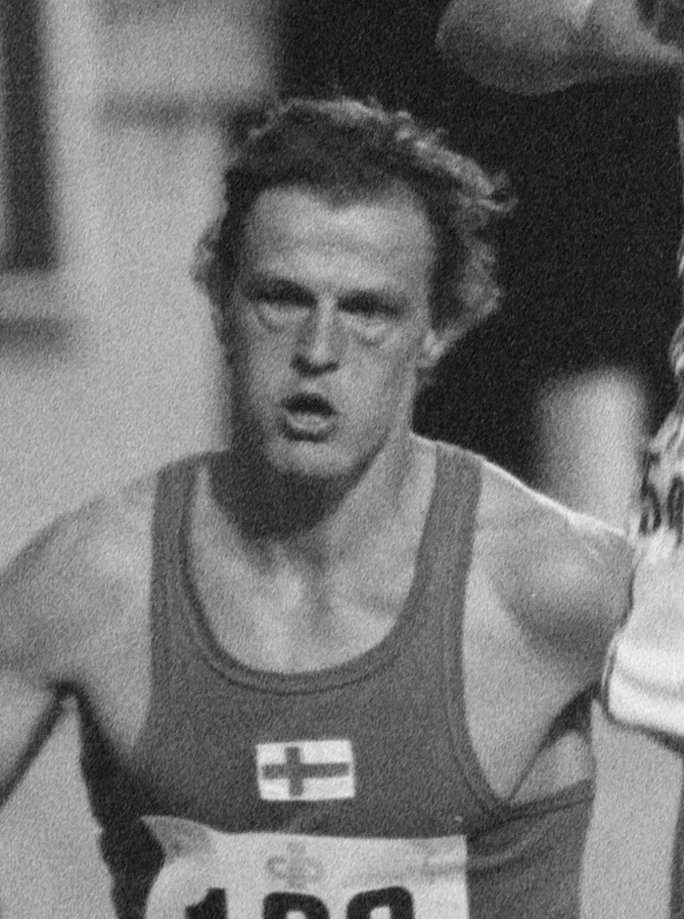
Tapio Kantanen

|                   | Zawodnik        | Narodowość | Czas   | Data                      | Miejsce |
| ----------------- | --------------- | ---------- | ------ | ------------------------- | ------- |
| Rekord świata     | Kerry O’Brien   | Australia  | 8:22,0 | 4 lipca 1970(dts)         | Berlin  |
| Rekord olimpijski | Gaston Roelants | Belgia     | 8:30,8 | 17 października 1964(dts) | Tokio   |

## Wyniki
| Poz. - pozycja |
| – rekord świata \| – rekord krajowy \| – rekord życiowy \| = – wyrównany rekord życiowy \| · – najlepszy wynik w sezonie \| = – wyrównany najlepszy wynik w sezonie \| – rekord olimpijski |
| Fn – falstart \| DNF – nie ukończył \| DNS – nie wystartował \| DSQ – zdyskwalifikowany |

### Eliminacje
Rozegrano cztery biegi eliminacyjne. Do finału awansowało po trzech najlepszych zawodników z każdego biegu (Q).

#### Bieg 1
| Poz. | Zawodnik          | Narodowość        | Rezultat | Uwagi |
| ---- | ----------------- | ----------------- | -------- | ----- |
| 1    | Tapio Kantanen    | Finlandia         | 8:24,8   | Q,    |
| 2    | Kipchoge Keino    | Finlandia         | 8:27,6   | Q     |
| 3    | Takaharu Koyama   | Japonia           | 8:29,8   | Q,    |
| 4    | Gheorghe Cefan    | Rumunia           | 8:33,8   |       |
| 5    | Andy Holden       | Wielka Brytania   | 8:33,8   |       |
| 6    | Toni Feldmann     | Szwajcaria        | 8:35,8   |       |
| 7    | Steve Savage      | Stany Zjednoczone | 8:39,0   |       |
| 8    | Gérard Buchheit   | Francja           | 8:41,2   |       |
| 9    | Filbert Bayi      | Tanzania          | 8:41,4   |       |
| 10   | Vitus Ashaba      | Uganda            | 8:45,6   |       |
| 11   | Tadeusz Zieliński | Polska            | 8:49,8   |       |
| 12   | Wigmar Pedersen   | Dania             | 9:03,0   |       |

#### Bieg 2
| Poz. | Zawodnik             | Narodowość | Rezultat | Uwagi |
| ---- | -------------------- | ---------- | -------- | ----- |
| 1    | Ben Jipcho           | Kenia      | 8:31,6   | Q     |
| 2    | Mikko Ala-Leppilampi | Finlandia  | 8:31,8   | Q     |
| 3    | Michaił Żelew        | Bułgaria   | 8:35,8   | Q     |
| 4    | Willi Maier          | RFN        | 8:37,6   |       |
| 5    | Akira Takeuchi       | Japonia    | 8:40,4   |       |
| 6    | Siergiej Skripka     | ZSRR       | 8:41,4   |       |
| 7    | Jan Voje             | Norwegia   | 8:42,0   |       |
| 8    | Hans Menet           | Szwajcaria | 8:45,4   |       |
| 9    | Eddie Leddy          | Irlandia   | 8:47,4   |       |
| 10   | Kazimierz Maranda    | Polska     | 8:50,4   |       |
| 11   | Esau Adenji          | Senegal    | 9:34,4   |       |
| –    | Kerry O’Brien        | Australia  | DNF      |       |

#### Bieg 3
| Poz. | Zawodnik            | Narodowość        | Rezultat | Uwagi |
| ---- | ------------------- | ----------------- | -------- | ----- |
| 1    | Pekka Päivärinta    | Finlandia         | 8:28,95  | Q     |
| 2    | Romualdas Bitė      | ZSRR              | 8:30,2   | Q     |
| 3    | Jean-Paul Villain   | Francja           | 8:30,4   | Q     |
| 4    | Josef Horčic        | Czechosłowacja    | 8:30,6   |       |
| 5    | Anders Gärderud     | Szwecja           | 8:30,6   |       |
| 6    | Willi Wagner        | RFN               | 8:34,0   |       |
| 7    | Paul Thijs          | Belgia            | 8:35,0   |       |
| 8    | John Bicourt        | Wielka Brytania   | 8:38,8   |       |
| 9    | Doug Brown          | Stany Zjednoczone | 8:41,2   |       |
| 10   | Panajotis Nakopulos | Grecja            | 8:48,4   |       |
| 11   | Yohannes Mohamed    | Etiopia           | 8:52,6   |       |
| 12   | Robert Hackman      | Ghana             | 8:57,6   |       |

#### Bieg 4
| Poz. | Zawodnik             | Narodowość        | Rezultat | Uwagi |
| ---- | -------------------- | ----------------- | -------- | ----- |
| 1    | Amos Biwott          | Kenia             | 8:23,73  | Q,    |
| 2    | Bronisław Malinowski | Polska            | 8:28,2   | Q     |
| 3    | Dušan Moravčík       | Czechosłowacja    | 8:33,4   | Q     |
| 4    | Steve Hollings       | Wielka Brytania   | 8:35,0   |       |
| 5    | Franco Fava          | Włochy            | 8:35,0   |       |
| 6    | Hans-Dieter Schulten | RFN               | 8:39,8   |       |
| 7    | Boualem Rahoui       | Algieria          | 8:41,0   |       |
| 8    | Spyridon Kontosoros  | Grecja            | 8:41,0   |       |
| 9    | Georges Kaiser       | Szwajcaria        | 8:45,4   |       |
| 10   | Mike Manley          | Stany Zjednoczone | 8:50,4   |       |
| 11   | Sverre Sørnes        | Norwegia          | 8:54,8   |       |
| 12   | Usaia Sotutu         | Fidżi             | 9:12,0   |       |
| 13   | Julio Quevedo        | Gwatemala         | 9:28,4   |       |

### Finał
| Poz. | Zawodnik             | Narodowość     | Rezultat | Uwagi |
| ---- | -------------------- | -------------- | -------- | ----- |
| 1    | Kipchoge Keino       | Finlandia      | 8:23,64  | [ 1 ] |
| 2    | Ben Jipcho           | Kenia          | 8:24,62  |       |
| 3    | Tapio Kantanen       | Finlandia      | 8:24,66  |       |
| 4    | Bronisław Malinowski | Polska         | 8:27,92  |       |
| 5    | Dušan Moravčík       | Czechosłowacja | 8:29,06  |       |
| 6    | Amos Biwott          | Kenia          | 8:33,48  |       |
| 7    | Romualdas Bitė       | ZSRR           | 8:34,64  |       |
| 8    | Pekka Päivärinta     | Finlandia      | 8:37,17  |       |
| 9    | Takaharu Koyama      | Japonia        | 8:37,66  |       |
| 10   | Mikko Ala-Leppilampi | Finlandia      | 8:41,03  |       |
| 11   | Jean-Paul Villain    | Francja        | 8:46,72  |       |
| 12   | Michaił Żelew        | Bułgaria       | 9:02,59  |       |